# Sexy Beast
Sexy Beast (bra: Sexy Beast) é um filme britano-espanhol-americano de 2000 estrelado por Ray Winstone e dirigido por Jonathan Glazer.

## Recepção
O Metacritic, que usa uma média ponderada, atribuiu ao filme uma pontuação de 79 em 100, baseado em 30 críticos, indicando críticas "geralmente favoráveis".